# Elia di Borbone-Parma
Elia di Borbone-Parma (Biarritz, 23 luglio 1880 – Friedberg, 27 giugno 1959) fu a capo del casato dei Borbone-Parma e pretendente ducale di Parma dal 1950 al 1959. Dal 1907 al 1950 la sua famiglia lo riconobbe come vicario dei suoi due fratelli disabili.

## Biografia

### Infanzia
Elia era figlio del deposto duca Roberto I di Parma e della sua prima moglie Maria Pia di Borbone-Due Sicilie, figlia del re Ferdinando II delle Due Sicilie.
Nonostante la perdita del trono, Roberto e la sua famiglia godettero di una notevole ricchezza. Essi possedevano il Castello di Schwarzau am Steinfeld, vicino a Vienna, Villa Borbone delle Pianore, vicino a Viareggio e il Castello di Chambord in Francia.

### Matrimonio

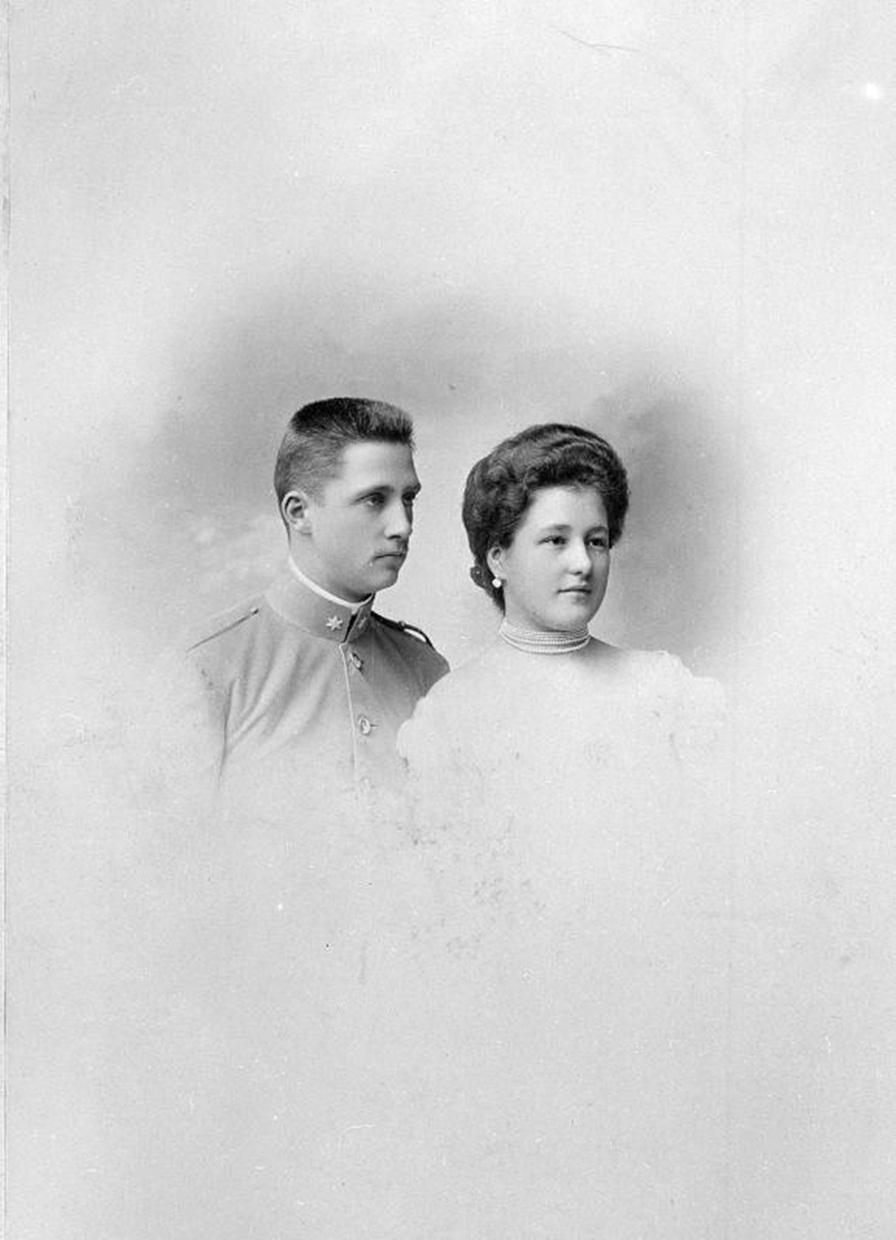
Il principe Elia di Borbone-Parma e la moglie Maria Anna d'Asburgo-Teschen in una fotografia del 1903

Il 25 maggio 1903, a Vienna, Elia sposò l'arciduchessa Maria Anna d'Asburgo-Teschen (1882-1940), figlia dell'arciduca Federico, duca di Teschen, nipote della regina Maria Cristina di Spagna.
Nel 1907 il padre di Elia, Roberto I, morì e gli succedette come pretendente ducale di Parma il figlio Enrico di Borbone-Parma, che era disabile. Meno di quattro mesi dopo, il Grande Maresciallo della Corte austriaca dichiarò mentalmente inabili Enrico e cinque dei suoi fratelli. Elia divenne reggente nelle veci di Enrico e tutore degli altri fratelli. Nel 1907 Elia venne nominato cavaliere dell'Ordine del Toson d'oro dall'imperatore Francesco Giuseppe I d'Austria. Nel 1910 Elia giunse ad un accordo con i suoi fratellastri, figli del padre e della sua seconda moglie, riguardo alla divisione delle proprietà del loro padre. Elia aveva diritto a metà delle proprietà per sostenere il suo tenore di vita come capo della famiglia; questa parte includeva il Castello di Chambord.
Nel 1915 il castello di Chambord fu sequestrato dal governo francese come proprietà illegale, in quanto Elia era a capo di reparti dell'esercito austriaco. Gli atti di liquidazione iniziarono nel 1919 come applicazione del Trattato di Saint-Germain-en-Laye (1919), che diede agli Alleati il diritto di acquisirne la proprietà. I fratellastri di Elia, Sisto e Saverio, condussero Elia in giudizio per ottenere una parte maggiore della proprietà del padre. Sostennero che nel 1910 il patto di famiglia violò la legge francese, che istituiva l'eguale suddivisione dell'eredità tra i fratellastri. Nel frattempo Elia venne naturalizzato spagnolo, con il titolo personale di "Principe di Borbone" e il trattamento di altezza reale (1924). Nel 1925 la Corte francese stabilì che Sisto e Saverio dovevano avere una parte maggiore dell'eredità, ma nel 1928 la sentenza fu capovolta in appello. Nel 1932 la Corte di Cassazione accolse il ricorso sulla base del fatto che non vi fu un regolare accordo fra i fratelli e una disparità di divisione. I diritti di Elia sul castello di Chambord furono così riconosciuti, ma le confische del dopoguerra furono confermate ed Elia fu ricompensato finanziariamente con 11 milioni di franchi.
Nel 1939 Enrico morì e gli successe come pretendente ducale di Parma suo fratello Giuseppe, anche lui mentalmente disabile. Elia continuò il suo ruolo di reggente. Nel 1950 Giuseppe morì ed Elia gli succedette come pretendente ducale di Parma. Elia morì a Friedberg nel 1959. Lui e sua moglie furono sepolti nel vicino paese di Mönichkirchen.

## Matrimonio e discendenza
Il principe Elia sposò il 25 maggio 1903 a Vienna, l'arciduchessa d'Austria Maria Anna d'Asburgo-Teschen (1882-1940), ebbero nove figli:
1. Principessa Maria Elisabetta (17 marzo 1904 - 13 giugno 1983): non si sposò mai
2. Principe Carlo Luigi (22 settembre 1905 - 26 settembre 1912): morì nell'infanzia di poliomielite
3. Principessa Maria Francesca (5 settembre 1906 - 20 febbraio 1994): non si sposò mai
4. Principe Roberto Ugo (7 agosto 1909 - 15 novembre 1974): duca Pretendente di Parma, Piacenza e Guastalla con il nome di Roberto II
5. Principessa Maria Antonia (7 settembre 1911 - 17 aprile 2007): sposò il principe Goffredo Arnuld di Thurn und Taxis ed ebbe figli
6. Principe Francesco Alfonso (14 giugno 1913 - 29 maggio 1939): non si sposò mai
7. Principessa Giovanna Isabella (8 luglio 1916 - 1º novembre 1949): non si sposò mai e rimase uccisa in un incidente di tiro[2] a La Toledana, Spagna
8. Principessa Alice Maria (13 novembre 1917 - 28 marzo 2017): sposò l'infante Alfonso, duca di Calabria ed ebbe figli
9. Principessa Maria Cristina (7 giugno 1925 - 1º settembre 2009): non si sposò mai

## Ascendenza
|                                  |                               |                                      | Genitori                              |  |  | Nonni |  |  | Bisnonni          |  |  | Trisnonni             |  |
|                                  |                               |                                      |                                       |  |  |       |  |  | Carlo II di Parma |  |  | Ludovico I di Etruria |  |
|                                  |                               |                                      |                                       |  |  |       |  |  | Carlo II di Parma |  |  | Ludovico I di Etruria |  |
|                                  |                               | Maria Luisa di Borbone-Spagna        |                                       |  |  |       |  |  | Carlo II di Parma |  |  |                       |  |
| Carlo III di Parma               |                               |                                      |                                       |  |  |       |  |  | Carlo II di Parma |  |  |                       |  |
|                                  |                               | Maria Teresa di Savoia (1803-1879)   | Vittorio Emanuele I di Savoia         |  |  |       |  |  |                   |  |  |                       |  |
|                                  |                               | Maria Teresa di Savoia (1803-1879)   | Vittorio Emanuele I di Savoia         |  |  |       |  |  |                   |  |  |                       |  |
|                                  |                               | Maria Teresa di Savoia (1803-1879)   | Maria Teresa d'Austria-Este           |  |  |       |  |  |                   |  |  |                       |  |
| Roberto I di Parma               |                               | Maria Teresa di Savoia (1803-1879)   |                                       |  |  |       |  |  |                   |  |  |                       |  |
|                                  |                               | Carlo di Borbone-Francia (1778-1820) | Carlo X di Francia                    |  |  |       |  |  |                   |  |  |                       |  |
|                                  |                               | Carlo di Borbone-Francia (1778-1820) | Carlo X di Francia                    |  |  |       |  |  |                   |  |  |                       |  |
|                                  |                               | Carlo di Borbone-Francia (1778-1820) | Maria Teresa di Savoia                |  |  |       |  |  |                   |  |  |                       |  |
| Luisa Maria di Borbone-Francia   |                               | Carlo di Borbone-Francia (1778-1820) |                                       |  |  |       |  |  |                   |  |  |                       |  |
|                                  |                               | Carolina di Borbone-Due Sicilie      | Francesco I delle Due Sicilie         |  |  |       |  |  |                   |  |  |                       |  |
|                                  |                               | Carolina di Borbone-Due Sicilie      | Francesco I delle Due Sicilie         |  |  |       |  |  |                   |  |  |                       |  |
|                                  |                               | Carolina di Borbone-Due Sicilie      | Maria Clementina d'Asburgo            |  |  |       |  |  |                   |  |  |                       |  |
| Elia di Borbone-Parma            |                               | Carolina di Borbone-Due Sicilie      |                                       |  |  |       |  |  |                   |  |  |                       |  |
|                                  | Francesco I delle Due Sicilie | Ferdinando I delle Due Sicilie       |                                       |  |  |       |  |  |                   |  |  |                       |  |
|                                  | Francesco I delle Due Sicilie | Ferdinando I delle Due Sicilie       |                                       |  |  |       |  |  |                   |  |  |                       |  |
|                                  | Francesco I delle Due Sicilie | Maria Carolina d'Asburgo-Lorena      |                                       |  |  |       |  |  |                   |  |  |                       |  |
| Ferdinando II delle Due Sicilie  | Francesco I delle Due Sicilie |                                      |                                       |  |  |       |  |  |                   |  |  |                       |  |
|                                  |                               | Maria Isabella di Borbone-Spagna     | Carlo IV di Spagna                    |  |  |       |  |  |                   |  |  |                       |  |
|                                  |                               | Maria Isabella di Borbone-Spagna     | Carlo IV di Spagna                    |  |  |       |  |  |                   |  |  |                       |  |
|                                  |                               | Maria Isabella di Borbone-Spagna     | Maria Luisa di Borbone-Parma          |  |  |       |  |  |                   |  |  |                       |  |
| Maria Pia di Borbone-Due Sicilie |                               | Maria Isabella di Borbone-Spagna     |                                       |  |  |       |  |  |                   |  |  |                       |  |
|                                  |                               | Carlo d'Asburgo-Teschen              | Leopoldo II d'Asburgo-Lorena          |  |  |       |  |  |                   |  |  |                       |  |
|                                  |                               | Carlo d'Asburgo-Teschen              | Leopoldo II d'Asburgo-Lorena          |  |  |       |  |  |                   |  |  |                       |  |
|                                  |                               | Carlo d'Asburgo-Teschen              | Maria Luisa di Borbone                |  |  |       |  |  |                   |  |  |                       |  |
| Maria Teresa d'Asburgo-Teschen   |                               | Carlo d'Asburgo-Teschen              |                                       |  |  |       |  |  |                   |  |  |                       |  |
|                                  |                               | Enrichetta di Nassau-Weilburg        | Federico Guglielmo di Nassau-Weilburg |  |  |       |  |  |                   |  |  |                       |  |
|                                  |                               | Enrichetta di Nassau-Weilburg        | Federico Guglielmo di Nassau-Weilburg |  |  |       |  |  |                   |  |  |                       |  |
|                                  |                               | Enrichetta di Nassau-Weilburg        | Luisa Isabella di Kirchberg           |  |  |       |  |  |                   |  |  |                       |  |
|                                  |                               | Enrichetta di Nassau-Weilburg        |                                       |  |  |       |  |  |                   |  |  |                       |  |